# Ocho vistas de Ōmi
Ocho vistas de Ōmi (近江八景之内 Ōmi hakkei no uchi?) es una serie de ukiyo-e obra del artista japonés Utagawa Hiroshige, realizada entre 1834 y 1835. Las estampas retratan ocho paisajes alrededor del lago Biwa en la provincia de Ōmi —la actual prefectura de Shiga—, un tema tradicional entre los pintores nipones.

## Temática
La serie de ocho estampas se inspiró en las Ocho vistas de Xiaoxiang, en China, que se pintaron por primera vez en el siglo XI. Posteriormente llegaron a Japón y se convirtieron en una temática en auge en los siglos XIV y XV. El tema luego se modificó para describir a la provincia de Ōmi en la poesía del príncipe Konoe Masaie y su hijo, el príncipe Hisamichi, en los siglos XV y XVI. A partir de entonces las Ocho vistas de Ōmi se volvieron un tema popular para artistas como Suzuki Harunobu y el propio Hiroshige. La temática continuó desarrollándose, siendo transpuesta a otros lugares y entornos en un proceso que los japoneses llamaron mitate.

## Características
Durante su carrera artística, Hiroshige produjo veinticuatro series de Ocho vistas de Omi, pero la más reverenciada fue la serie publicada por Hoeido y Eikyudo, entre 1834 y 1835. En esta serie, los diseños son más cuidados en comparación con sus trabajos anteriores, donde se pueden encontrar composiciones más informales. En cambio, en esta ocasión se muestra una concepción clásica y monumental del arte paisajístico oriental. Por ello, la presencia humana se ve reducida al mínimo.
Los grabados tienen la firma «Hiroshige ga» (que significa «dibujado por»), seguida de los sellos de los editores. La editorial Eikyudo publicó las vistas de Karasaki, el monte Hira y Katada, en tanto que Hoeido se encargó de las demás. Cada imagen lleva un panel rojo, con el título de la serie, y un cartucho cuadrado, que indica el título individual y el poema asociado con ese paisaje.

## Grabados
| Grabado impreso | Título español                           | Título japonés | Transcripción     | Descripción |
| --------------- | ---------------------------------------- | -------------- | ----------------- | --- |
|                 | Velas de regreso en Yabase               | 矢橋帰帆       | Yabase kihan      | Vista en dirección al monte Hiei, hacia al oeste por el lago Biwa. Representa a los veleros que conforme se acercan a la orilla van bajando las velas. |
|                 | Atardecer resplandeciente en Seta        | 瀬田夕照       | Seta sekishō      | El sujeto principal es el puente Seta, que atraviesa el extremo meridional del lago. Se observa el noreste, hacia el monte Ibuki. |
|                 | Luna de otoño en el templo de Ishiyama   | 石山秋月       | Ishiyama shūgetsu | Los salones del templo Ishiyama reposan en la ladera del monte homónimo. Un trazo trazo más simple retrata un pueblo pesquero en la orilla. A la derecha, la silueta del puente en el lago Biwa atrae la mirada del espectador hacia la orilla lejana.                                                                  |
|                 | Tiempo despejado en Awazu                | 粟津晴嵐       | Awazu seiran      | Awazu es un distrito de la actual Ōtsu, conocido por la hilera de pinos que bordea la orilla sur del lago Biwa. La Tōkaidō atravesaba la zona y al norte se encontraba el castillo Zeze. En muchas vistas tradicionales la fortaleza domina la estampa, pero en este caso casi desaparece tras los pinos y los veleros. |
|                 | Campana vespertina en el templo Mii-dera | 三井晩鐘       | Mii banshō        | Se aprecia al fondo el Mii-dera, en la ladera de unas colinas al pie del monte Hiei. |
|                 | Lluvia nocturna en Karasaki              | 唐崎夜雨       | Karasaki yau      | Karasaki era popular por su antiguo pino, considerado sagrado. El efecto de la lluvia torrencial se consiguió mediante una serie de líneas verticales superpuestas sobre el degradado apagado del pino, la figura principal de la imagen.                                                                               |
|                 | Gansos descendiendo en Katada            | 堅田落雁       | Katada rakugan    | Vista hacia el norte, hacia el monte Hiei por la costa oeste del lago. Se aprecian los gansos descendiendo cerca de un muelle con un pabellón y un barco anclado. |
|                 | Nieve crepuscular en Hira                | 比良暮雪       | Hira bosetsu      | La cordillera de Hira, al oeste del lago Biwa, suele experimentar inviernos intensos. Las montañas nevadas se levantan sobre un pueblo y bosques de bambú. Se aprecian las siluetas de viajeros, que podrían estar transitando la Tōkaidō.                                                                              |